# Mitsunori Fujiguchi
Mitsunori Fujiguchi (藤口 光紀 Fujiguchi Mitsunori?,  nacido el 17 de agosto de 1949 en Kasukawa (actualmente Maebashi), Gunma) es un exfutbolista japonés que se desempeñaba como centrocampista.
Fujiguchi jugó 26 veces y marcó 2 goles para la Selección de fútbol de Japón entre 1972 y 1978. Fujiguchi fue elegido para integrar la selección nacional de Japón para los Juegos Asiáticos de 1978.

## Trayectoria

### Clubes
| Club              | País  | Año         |
| ----------------- | ----- | ----------- |
| Mitsubishi Motors | Japón | 1974 - 1982 |

### Selección nacional
| Selección | País  | Año         |
| --------- | ----- | ----------- |
| Absoluta  | Japón | 1972 - 1978 |

## Estadística de equipo nacional
| Selección de Japón | Selección de Japón | Selección de Japón |
| Año                | Part.              | Goles              |
| ------------------ | ------------------ | ------------------ |
| 1972               | 5                  | 0                  |
| 1973               | 2                  | 0                  |
| 1974               | 1                  | 0                  |
| 1975               | 4                  | 0                  |
| 1976               | 2                  | 0                  |
| 1977               | 0                  | 0                  |
| 1978               | 12                 | 2                  |
| Total              | 26                 | 2                  |

## Palmarés

### Títulos nacionales
| Título                   | Club              | País  | Año  |
| ------------------------ | ----------------- | ----- | ---- |
| Copa Japan Soccer League | Mitsubishi Motors | Japón | 1978 |
| Japan Soccer League      | Mitsubishi Motors | Japón | 1978 |
| Copa del Emperador       | Mitsubishi Motors | Japón | 1978 |
| Copa del Emperador       | Mitsubishi Motors | Japón | 1980 |
| Copa Japan Soccer League | Mitsubishi Motors | Japón | 1981 |
| Japan Soccer League      | Mitsubishi Motors | Japón | 1982 |

### Distinciones individuales
| Distinción                  | Año  |
| --------------------------- | ---- |
| Japan Soccer League Best XI | 1974 |
| Japan Soccer League Best XI | 1975 |
| Japan Soccer League Best XI | 1978 |